# Santa Cruz de la Sierra (Hiszpania)
Santa Cruz de la Sierra – gmina w Hiszpanii, w prowincji Cáceres, w Estramadurze, o powierzchni 44,6 km². W 2011 roku gmina liczyła 313 mieszkańców.